# Liste togoischer Schriftsteller
Die Liste togoischer Autoren führt alle Schriftsteller auf, die aus Togo stammen oder dort leben. Weiter werden hier ihre Geburtsdaten, ihre Muttersprache und die Sprache aufgeführt, in der sie ihre Werke veröffentlichen. 

## A
- Jeannette D. Ahonsou (* 1954)
- David Ananou (1917–2000)
- Kangni Alem (* 1966)
- Gad Ami (* 1958)
- Edem Awumey (* 1975)

## C
- Félix Couchoro (1900–1968)

## D
- Yves Emmanuel Dogbé (1939–2004)
- Richard Dogbeh (1932–2003)

## E
- Kossi Efoui (* 1962), Werksprache Französisch
- Christiane Ekué (* 1954), Werksprache Französisch, Muttersprache Mina

## K
- Alemdjrodo Kangni (* 1966)
- Kossi Komla-Ebri (* 1954)
- Pyabelo Chaold Kouly (* 1943)
- Tété-Michel Kpomassie (* 1941)

## T
- Sami Tchak (* 1960)

## Z
- Sénouvo Agbota Zinsou (* 1946)